# Mesembria

Mapa con algunas de las principales colonias griegas en la antigua Tracia. Mesembria se ubicaba en la costa del Mar Negro.

Mesembria o Mesambria (en griego, Μεσαμβρίη o Μεσημβρία) fue una importante ciudad griega de la costa de Tracia en el mar Negro al pie de los montes Hemos, cerca de Moesia. No debe confundirse con otra antigua ciudad de su mismo nombre que estaba situada también en Tracia pero en la costa del Mar Egeo. 
Fue colonia de Megara según Estrabón y su nombre original fue Menebria (Μενεβρὶα) de su fundador Menas. Esteban de Bizancio dice que su nombre original fue Melsembria (Μελσημβρία) de su fundador Melsas; los dos dicen que el sufijo "bria" era el nombre tracio para ciudad.
El autor anónimo del Periplo del Ponto Euxino dice que fue fundada por los calcedonios al tiempo de la expedición de Darío I a Escitia, mientras Heródoto dice que una vez dominada la revuelta jónica (hacia 493 a. C.) se establecieron en Mesembria los bizantinos y los calcedonios fugitivos.
Mesembria formó una Pentápolis griega en el Euxino con otras ciudades: Odesos, Tomis, Istros y Apolonia del Ponto Euxino. 
Por otra parte, los mesembrinos habrían fundado una pequeña colonia llamada Náuloco. No fue teatro de ningún hecho especialmente destacado en su historia antigua.
En 71 a. C. pasó a Roma como ciudad libre y permaneció en poder de romanos y bizantinos hasta el 812 cuando fue ocupada por los búlgaros, que la devolvieron en el 864, pero que la recuperaron pocos años después.
En 1366 fue ocupada por los croatas dirigidos por Amadeo VI de Saboya y restituida a Bizancio.
En 1453 cayó en manos de los otomanos y comenzó a decaer. El nombre eslavo Nesebar se impuso y se confirmó cuando en 1878 Bulgaria pasó a formar parte del principado autónomo de Rumelia Oriental y en 1886 se unió a Bulgaria. Entonces era un pequeño pueblo de pescadores, pero bajo el régimen socialista de Bulgaria (1946-1989) se recuperó y adquirió importancia como centro residencial de playa.